# Awtomagistrala Rila
Die Awtomagistrala „Rila“ oder seltener Awtomagistrala A7 (bulgarisch Автомагистрала А7 „Рила“/Awtomagistrala „Rila“/dt. Rilaautobahn) war eine geplante Autobahn in Südwest-Bulgarien. Benannt ist sie nach dem von ihr durchquerten Rilagebirge.
Sie sollte einmal die Awtomagistrala „Struma“ (A3), die Awtomagistrala „Trakija“ (A1) und die Awtomagistrala „Hemus“ (A2) miteinander verbinden.
Die Idee einer siebten bulgarischen Autobahn wurde 2008 veröffentlicht und mit der Planung begonnen, 2011 jedoch verworfen. Stattdessen soll eine vierspurige Schnellstraße gebaut werden, ein Baubeginn ist mittelfristig jedoch unwahrscheinlich.